# Melchor de Borja y Velasco

Escudo de armas del Ducado de Gandía de los Borja o Borgia

Melchor Francisco Antonio de Borja y de Velasco o Melchor Centellas de Borja (n. Villalpando, 1587-c. 1645), fue bautizado el 23 de septiembre de 1587, fue un noble y marino español, perteneciente a la Casa de Borja. Fue caballero de la Orden de Malta y comendador de Aliaga en la misma, miembro del Consejo de Guerra y capitán general de las galeras de España, de Nápoles y de Sicilia. Maestre de Campo de Portugal.

## Biografía
Hijo de Francisco Tomás de Borja Aragón y Centelles VI Duque de Gandía y nieto de San Francisco de Borja, IV Duque de Gandía y III General de la Compañía de Jesús y descendiente, como ellos, del papa Alejandro VI y del rey Fernando II de Aragón.
Su madre fue Juana Enríquez de Velasco y de Aragón, hija de Íñigo Fernández de Velasco y Tovar, IV duque de Frías y X Condestable de Castilla.
Fue hermano de Gaspar de Borja y Velasco, cardenal de la Iglesia católica y primado de España; y, de Íñigo de Borja y Velasco, caballero de la orden de Santiago y comendador militar de Membrilla.
Siendo el quinto hijo del matrimonio de sus progenitores, se considera que luego de recibir una excelente instrucción, encontrándose ya ocupados los dos primeros lugares de heredero y clérigo, conforme era lo acostumbrado en las familias nobles, escogió por voluntad propia su carrera a seguir, en este caso el de las armas.
En el año de 1637, luego de una larga carreara militar, fue nombrado capitán general de las galeras de Nápoles.
En el ejercicio de sus funciones, al mando de su escuadra formada por 18 galeras, navegaba en aguas de las islas de Lerín y Villafranca, en el momento en que aquellas fueron atacadas por los franceses, no obstante no se encontró con ellos y no logró llegar a tiempo de proveer su auxilio a la población de Villafranca.
Al hallarse en peligro las localidades de Finale Ligure y Liorna, estuvo a las órdenes de Antonio de Oquendo, capitán general de las galeras de España; abasteciéndolo, en todo instante, de armas y víveres que trasladaba desde Nápoles a la escuadra de Oquendo, compuesta de 19 galeras que combatían en defensa de dichas plazas.
Henri d'Escoubleau de Sourdis, arzobispo de Burdeos, atacó Nápoles pero debido a la firme defensa que le presentaron las fortificaciones de dicho puerto se vio obligado reembarcar a su gente y zarpar, sucediendo que en ese preciso instante arribaba Melchor de Borja con su escuadra, quien al darse cuenta de lo que sucedía emprendió la persecución, cañoneando las popas de las embarcaciones de la hueste francesa hasta que aquella se situó lejos del alcance de sus cañones.
Al mando de 12 galeras de Nápoles, 8 de Génova y 4 de Sicilia, se encontraba surcando el espacio marítimo a su custodia, cuando se cruzó con navíos enemigos a los cuales entabló combate, eran 10 barcos holandeses de alto bordo, que estaban cargados de finos productos, logrando hundir a uno y aprehender a los demás.
Recibió la noticia de que Henri d'Escoubleau de Sourdis, había sitiado el puerto de Tarragona, por lo que estibándose 22 velas con abastecimientos y personas amadas para transportarlas en auxilio de la población, las escoltó con sus catorce galeras, logrando romper el asedio y filtrar todos los navíos, poniendo en fuga a la escuadra francesa.
En el año de 1644, se le nombró capitán general de las galeras de España, convirtiéndose en el máximo superior de toda nave de los reinos españoles en el Mediterráneo.
En 1645 los franceses lograron sitiar la plaza de Rosas por mar y tierra, consiguiendo conquistar el lugar. Esto causó que fuera acusado de no haber roto el asedio como si lo hizo el año anterior con el de Tarragona. De nada le valió que alegara, en su defensa, que los escenarios y las fuerzas manejadas no eran iguales ni parecidos en ambos casos.
Por Real Cédula se le quitó el mando de la escuadra y se le encarceló en el castillo de Villaviciosa de Odón.
Al año siguiente, de manera no oficial, se le levantó el castigo, nombrándosele consejero del Infante Juan José de Austria, por lo que tuvo que trasladarse a los territorios de la península itálica, acompañando al infante Juan.
En 1648, a causa de que el infante Juan José de Austria, proporcionara buenas referencias de él, en cuanto a su valentía y destreza militar, mediante real cédula del 28 de junio de ese año, se le participó que estaba libre de todo cargo con relación a lo sucedido en la plaza de Rosas; y, como demostración de ello, se le rehabilitó restituyéndosele el mando de la escuadra de las galeras de España.
En 1650 solicitó al rey Felipe IV su retiro debido a su avanzada edad y a que su salud se había quebrantado a causa de la detención que padeció, lo cual le fue concedido.

## Matrimonio
Contrajo nupcias con Leonor de Recalde y Andía, oriunda de Santiago de Chile. Habiéndose previamente celebrando capitulaciones matrimoniales el 28 de enero de 1622.